# Граф Литтон

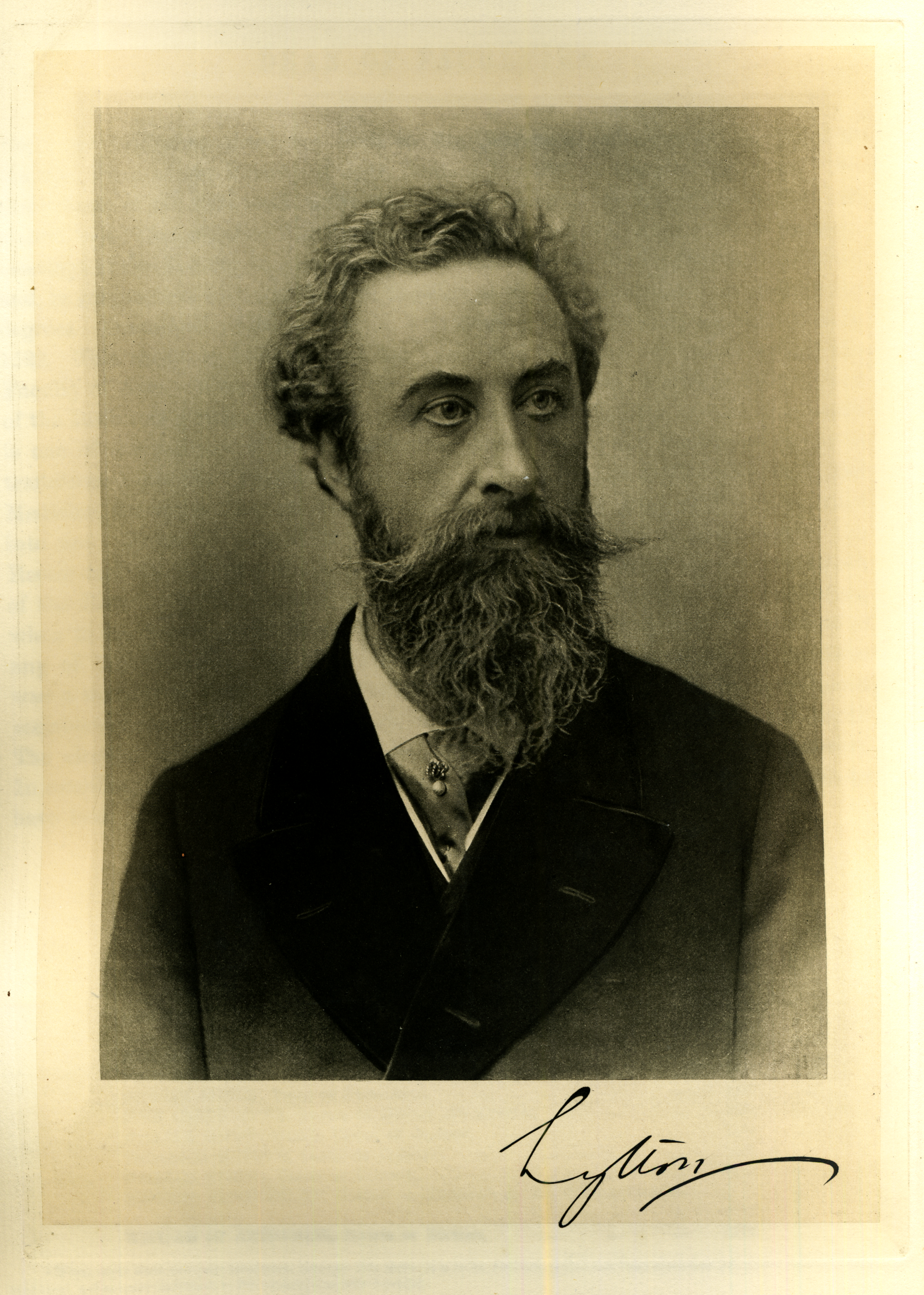
Эдвард Роберт Бульвер-Литтон, 1-й граф Литтон (1831—1891)

Граф Литтон в графстве Дербишир (англ. Earl of Lytton) — наследственный титул в системе Пэрства Соединённого королевства.

## История
Титул графа Литтона был создан 28 апреля 1880 года для дипломата и поэта Роберта Бульвера-Литтона, 2-го барона Литтона (1831—1891). Он занимал посты вице-короля Индии (1876—1880) и британского посла во Франции (1887—1891). Вместе с графским титулом он получил титул виконта Небуорта из Небуорта в графстве Хертфордшир (Пэрство Соединённого королевства). Роберт Бульвер-Литтон был сыном британского политика, поэта и писателя Эдуарда Бульвера-Литтона, 1-го барона Литтона (1803—1873). Эдуард был автором многочисленных популярных романов, поэм и драм, а также занимал пост министра колоний в правительстве графа Дерби (1858—1859). Эдвард Бульвер был третьим (младшим) сыном генерала Уильяма Ярла Бульвера (1757—1807) и Элизабет Барбары Литтон (1773—1843), дочери Ричарда Уорбертона Литтона из Небуорт-хауса в Хертфордшире. Через этот брак поместье Небуорт-хаус перешло семьи Бульвер.
В 1828 году Эдвард Бульвер-Литтон получил титул баронета из Небуорт-хауса в графстве Хертфордшир (Баронетство Соединённого королевства). В 1866 году он стал пэром Соединённого королевства, получив титул барона Литтона из Небуорта в графстве Хертфордшир. В 1844 году он получил королевское разрешение на дополнительную фамилию «Литтон».
В 1891 году лорду Литтону наследовал его третий сын, Виктор Александр Джордж Роберт Бульвер-Литтон, 2-й граф Литтон (1876—1947). Он также являлся политиком, занимал посты заместителя министра по делам Индии (1920—1922), вице-короля Индии (1925) и губернатора Бенгалии (1922—1927).
В 1902 году Виктор Бульвер-Литтон женился на Памеле Чичеле-Плауден — бывшем объекте любви Уинстона Черчилля. У них было два сына: Энтони Бульвер-Литтон, виконт Небуорт, и Александр Бульвер-Литтон, виконт Небуорт, которые умерли раньше отца. Их дочь Гермиона Литтон (1905—2004), вышла замуж за Камерона Коббольда, 1-го барона Коббольда (1904—1987). Благодаря этому браку поместь Небворт-хаус перешло во владение семьи Коббольд. Ему наследовал его младший брат, Невилл Стивен Бульвер-Литтон, 3-й граф Литтон (1879—1951), британский художник и игрок в жё-де-пом, бронзовый призёр летних Олимпийских игр 1908. В 1899 году он женился на Джудит Блант, 16-й баронессе Уэнтворт (1873—1957), дочери поэта Уилфрида Скоэна Бланта (1840—1922) и Энн, 15-й баронессы Вентворт (1837—1917), внучке лорда Байрона. В 1923 году их брак был расторгнут.
В 1951 году лорду Литтону наследовал его сын Ноэль Литтон, 4-й граф Литтон (1900—1985). В 1957 году после смерти своей матери Энн Блант Ноэль Литтон стал 16-м бароном Уэнтвортом (Пэрство Англии). В 1925 году он получил королевское разрешение на дополнительную фамилию «Милбенк», но в 1951 году было официально прекращено использование этой фамилии.
По состоянию на 2025 год, обладателем графского титула являлся его старший сын, Джон Питер Майкл Скоэн Литтон, 5-й граф Литтон (род. 1950), сменивший отца в 1985 году.
Еще одним членом семьи был либеральный политик, дипломат и писатель Генри Бультер, 1-й барон Даллинг и Бульвер (1801—1872), старший брат 1-го барона Литтона.

## Бароны Литтон (1866)
- 1866—1873: Эдвард Бульвер-Литтон, 1-й барон Литтон (1803—1873);
- 1873—1891: Роберт Эдвард Бульвер-Литтон, 2-й барон Литтон (1831—1891), граф Литтон с 1880 года.

## Графы Литтон (1880)

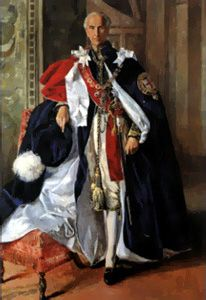
Виктор Александер Джордж Роберт Бульвер-Литтон, 2-й граф Литтон (1876—1947)

- 1880—1891: Роберт Эдвард Бульвер-Литтон, 1-й граф Литтон (8 ноября 1831 — 24 ноября 1891), единственный сын предыдущего;
  - Эдвард Роланд Джон Бульвер-Литтон (19 сентября 1865 — 24 июля 1871), старший сын предыдущего;
  - Достопочтенный Генри Мередит Эдвард Бульвер-Литтон (22 марта 1872 — 1 марта 1874), второй сын 1-го графа Литтона;
- 1891—1947: Виктор Александер Джордж Роберт Бульвер-Литтон, 2-й граф Литтон (9 августа 1876 — 25 октября 1947), третий сын 1-го графа Литтона;
  - Эдвард Энтони Джеймс Бульвер-Литтон, виконт Небуорт (13 мая 1903 — 1 мая 1933), старший сын предыдущего;
  - Александр Джон Эдвард Бульвер-Литтон, виконт Небуорт (1 марта 1910 — 4 июля 1942), младший брат предыдущего;
- 1947—1951: Невилл Стивен Бульвер-Литтон, 3-й граф Литтон (6 февраля 1879 — 9 февраля 1951), младший сын 1-го графа Литтона;
- 1951—1985: Ноэль Энтони Скоэн Литтон-Милбенк, 4-й граф Литтон (7 апреля 1900 — 18 января 1985), единственный сын предыдущего;
- 1985 — настоящее время: Джон Питер Майкл Скоэн Литтон, 5-й граф Литтон (род. 7 июня 1950), старший сын предыдущего;
  - Наследник: Филип Энтони Скоэн Литтон, виконт Небуорт (род. 7 марта 1989), старший сын предыдущего.